# Fricktaler Musikanten
Die Fricktaler Musikanten sind eine Musikgruppe aus dem Fricktal im Schweizer Kanton Aargau.

## Geschichte
Die Fricktaler Musikanten wurden 1980 von Josef Gut gegründet. 1983 folgte der erste Schallplattenvertrag, so dass fortan zahlreiche Tonträger produziert wurden. 1986 waren sie zu Gast in der Fernsehsendung Gala für Stadt und Land, für die Wysel Gyr verantwortlich war. Am Grand Prix der Volksmusik 1992 erreichten sie mit ihrem Titel Ich steh auf meine Sommersprossen-Lady mit 30 Punkten den Platz 7.

## Stil
Die Fricktaler Musikanten spielen Musik im Oberkrainerstil. Wie viele Oberkrainerformationen erweiterten auch sie ihr Repertoire auf Schlagermusik. Mit den Engadiner Ländlerfründä kombinierten sie Oberkrainer- und Ländlermusik.

## Diskografie (Auswahl)
- 1984: Frohsinn hält jung / Verliebte Musikanten (Vinyl-Single)
- 1985: Wir kommen aus dem Fricktal (Vinyl-Single)
- 1985: Schwiizer Oberkrainer Ländler (LP/MC; mit Engadiner Ländlerfründä)
- 1988: 1999 / Romantische Trompeten (Vinyl-Single)
- 1989: Party-Plausch (Vinyl-Single)
- 1989: Party-Plausch (MC)
- 1991: Insel über’m Nebelmeer (MC)
- 1991: Träume werden wahr (MC)
- 1991: Urlaubszeit (MC)
- 1993: Schlager zum Tanzen (CD)
- 1996: Zauber der Karibik (CD/MC)